# Kevin Thelwell
Kevin Thelwell (* 27. Oktober 1973) ist ein englischer Fußballtrainer und -funktionär, der seit dem 25. Februar 2022 Sportdirektor beim FC Everton ist. In jungen Jahren war er als Halbprofi bei mehreren Non-League-Clubs aktiv. Des Weiteren schreibt er Lektüren über das Coaching.

## Laufbahn
Thelwell wuchs im englischen Nordwesten auf. Sein Vater ist ein langjähriger Everton-Fan. 1998 schloss Thelwell seine Trainerausbildung ab und arbeitete anschließend mehrere Jahre für die Football Association of Wales, zunächst als Entwicklungsbeauftragter, später leitete er Trainerkurse zur Erlangung der UEFA Advanced Licence und Pro Licence.
Nach Tätigkeiten als Jugendtrainer bei Preston North End und Derby County zog es Thelwell 2008 zu den Wolverhampton Wanderers, wo er zunächst "Head of Football Development and Recruitment" war und später als Sportdirektor arbeitete. Außerdem war er 2013 nach der Entlassung von Trainer Ståle Solbakken kurzzeitig Interimstrainer. Während seiner Zeit als Sportdirektor gelang den Wolves 2018 der Aufstieg in die Premier League.
Von 2020 bis 2022 war er "Head of Sports" bei den New York Red Bulls in der Major League Soccer. Am 25. Februar 2022 übernahm er den durch den Rücktritt von Marcel Brands vakant gewordenen Posten des Sportdirektors beim FC Everton.